# Starlight (Muse)
Starlight è un singolo del gruppo musicale britannico Muse, pubblicato il 4 settembre 2006 come secondo estratto dal quarto album in studio Black Holes & Revelations.

## Video musicale
Il testo di Starlight è ispirato al senso di abbandono che il gruppo ha risentito dopo essersi resi conto di rientrare in una scena musicale insolita rispetto a quella del momento. L'idea di Matthew Bellamy era di comunicare questa sensazione realizzando un video in cui il gruppo era disperso in mare. Per dare l'idea dell'abbandono girarono il video sul ponte di una nave porta rinfuse nel porto di Los Angeles. Durante le prime due ore di riprese, il gruppo ha sofferto di mal di mare attribuito in parte al fatto di aver bevuto alcolici la sera precedente alle riprese. Il video è stato trasmesso in anteprima mondiale il 5 agosto 2006 sul canale britannico Channel 4.
Una versione alternativa con la versione del regista contiene delle riprese da altre angolazioni. I Muse dichiararono in un'intervista al canale VH1 che avevano deciso di girare le riprese della nave utilizzando effetti speciali e avvalendosi del blue screen in uno studio non avendo a disposizione una vera nave. Tuttavia, un fan giapponese del gruppo mise loro a disposizione la nave presa in prestito da suo padre.

## Tracce
CD promozionale (Germania, Regno Unito, Stati Uniti)
1. Starlight – 3:59

CD singolo (Australia, Francia, Germania, Regno Unito)
1. Starlight – 4:03
2. Easily – 3:41

CD maxi-singolo (Germania)
1. Starlight – 4:03
2. Easily – 3:41
3. Starlight (Video) – 4:00
4. Starlight (Video-Making Of)

7" (Regno Unito)
- Lato A

1. Starlight – 4:03

- Lato B

1. Supermassive Black Hole (Phones Control Voltage Remix) – 4:16

DVD (Regno Unito)
1. Starlight (Audio) – 4:03
2. Starlight (Video) – 4:03
3. The Making of Starlight
4. Hidden Track (Audio) – 0:32
5. Gallery

Download digitale
1. Starlight – 4:03
2. Starlight (AOL Session) – 4:31
3. Supermassive Black Hole (Phones Control Voltage Remix) – 4:19
4. Easily – 3:41

## Formazione
Gruppo
- Matthew Bellamy – voce, chitarra, tastiera
- Chris Wolstenholme – basso, cori
- Dominic Howard – batteria, percussioni

Produzione
- Rich Costey – produzione, ingegneria del suono, missaggio, registrazione
- Muse – produzione, registrazione aggiuntiva
- Vlado Meller, Howie Weinberg – mastering
- Claudius Mittendorfer – assistenza tecnica, registrazione, assistenza missaggio
- Tommaso Colliva – assistenza tecnica, registrazione aggiuntiva
- Myriam Correge, Ross Peterson, Eddie Jackson, Ryan Simms – assistenza tecnica
- Max Dingle – assistenza missaggio

## Classifiche
| Classifica (2006)         | Posizione massima |
| ------------------------- | ----------------- |
| Australia                 | 46                |
| Belgio (Fiandre)          | 52                |
| Belgio (Vallonia)         | 56                |
| Francia                   | 26                |
| Germania                  | 70                |
| Norvegia                  | 10                |
| Paesi Bassi               | 52                |
| Svizzera                  | 30                |
| Classifica (2007)         | Posizione massima |
| Canada                    | 69                |
| Stati Uniti               | 101               |
| Stati Uniti (alternative) | 2                 |